# Elecciones internas de Uruguay de 2004

Las elecciones internas de 2004 fueron una instancia electoral llevada a cabo el domingo 27 de junio de ese año, cumpliendo con la primera etapa del sistema electoral consagrado por la reforma constitucional de 1997. Así, se eligieron los candidatos únicos por partido para las elecciones presidenciales de octubre. Asimismo en esta instancia se eligió la integración del "Órgano deliberativo nacional" y los distintos "Órganos deliberativos departamentales" de los diferentes partidos, los cuales tuvieron la finalidad respectiva de elegir el candidato a vicepresidente de los distintos partidos, y los candidatos a intendentes para las elecciones municipales de 2005.

## Precandidaturas
Cada partido presentó sus precandidatos:

### Encuentro Progresista-Frente Amplio-Nueva Mayoría
| Precandidato   | Sectores que impulsaron su precandidatura | Nró votos | %      |
| -------------- | --- | --------- | ------ |
| Tabaré Vázquez | - Partido Socialista - Vertiente Artiguista - Asamblea Uruguay - Movimiento de Participación Popular - Nuevo Espacio - Partido Comunista - Movimiento 26 de Marzo - Alianza progresista - Partido por la Victoria del Pueblo - Baluarte progresista - Partido Socialista de los Trabajadores - Partido Obrero Revolucionario - Corriente de Unidad Frenteamplista - Alternativa Popular 1815 - Corriente popular - Movimiento 20 de mayo - Liga Federal - Corriente de izquierda - Agrupación 5 de febrero de 1971 | 455840    | 100,0% |

### Partido Nacional
Prácticamente fue el único partido donde realmente hubo competencia de precandidatos. Además, concitó mucho interés, atrayendo votantes de otras tiendas políticas.
| Precandidatos        | Sectores que impulsaron su precandidatura | Nro votos | %     |
| -------------------- | --- | --------- | ----- |
| Luis Alberto Lacalle | Herrerismo Lista 71 - Coincidencia patriótica - Agrupación Corriente Renovadora Nacionalista Movimiento ciudadano por nuestro Uruguay Nuevo Sol Nacionalista | 147878    | 33,5% |
| Jorge Larrañaga      | Alianza Nacional Correntada Wilsonista Movimiento Nacional de Rocha Con todos Desafío Nacional                                                               | 290738    | 66,0% |
| Cristina Maeso       | Basta y vamos | 1810      | 0,4%  |

#### Candidatos que declinaron su postulación
- Francisco Gallinal (de Correntada Wilsonista): adhirió a la candidatura de Jorge Larrañaga.
- Sergio Abreu. Adhirió a la candidatura de Jorge Larrañaga.
- Juan Andrés Ramírez. Adhirió a la candidatura de Jorge Larrañaga.
- Ruperto Long. Adhirió a la candidatura de Jorge Larrañaga.
- Alberto Volonté. Adhirió a la candidatura de Jorge Larrañaga.
- Gonzalo Aguirre. Adhirió a la candidatura de Jorge Larrañaga.
- Arturo Heber. Adhirió a la candidatura de Luis Alberto Lacalle.

### Partido Colorado
El partido en el gobierno estaba sumamente desgastado por la crisis de 2002 y sus secuelas; y por otra parte, los principales sectores políticos se habían puesto previamente de acuerdo para llevar un candidato común, por lo cual la votación total del partido fue más bien escasa. Sin embargo, hubo una gran cantidad de precandidatos:
| Precandidatos        | Sectores que impulsaron su precandidatura                      | Nro votos | %      |
| -------------------- | -------------------------------------------------------------- | --------- | ------ |
| Gustavo Boquete      | Renovación política uruguaya                                   | 74        | 0,04%  |
| Eisenhower Cardoso   | Por una sociedad mejor                                         | 55        | 0,03%  |
| Manuel Flores Silva  | Corriente Batllista Independiente                              | 1187      | 0,75%  |
| Alberto Iglesias     | Unión Colorada y Batllista                                     | 10881     | 6,83%  |
| Ricardo Lombardo     | Fuerza Independiente de Renovación                             | 2029      | 1,27%  |
| Jorge Ruiz Garateguy | Movimiento 33 orientales                                       | 0         | 0,00%  |
| Guillermo Stirling,  | Lista 15 Foro Batllista Batllismo Abierto La gente de Stirling | 145054    | 91,06% |

#### Candidatos que declinaron su postulación
- Ope Pasquet. Adhirió a la candidatura de Guillermo Stirling

### Partido Independiente
| Precandidato | Sectores que impulsaron su precandidatura | Nro votos | %      |
| ------------ | ----------------------------------------- | --------- | ------ |
| Pablo Mieres | Lista 909                                 | 2665      | 100,0% |

### Partido Intransigente
| Precandidato     | Sectores que impulsaron su precandidatura | Nro votos | %      |
| ---------------- | ----------------------------------------- | --------- | ------ |
| Victor Lissidini | Lista 229                                 | 1795      | 100,0% |

### Unión Cívica
| Precandidato | Sectores que impulsaron su precandidatura                                                                                   | Nro votos | %      |
| ------------ | --- | --------- | ------ |
| Aldo Lamorte | Lista 80 Movimiento "Somos gente como usted" Movimiento de los comunes Agrupación Verde eto-ecologista Uruguay país posible | 1151      | 100,0% |

### Partido Liberal
| Precandidator | Sectores que impulsaron su precandidatura | Nro votos | %     |
| ------------- | ----------------------------------------- | --------- | ----- |
| Ramón Díaz    | Libertad de elegir                        | 85        | 8,3%  |
| José Curotto  | Corriente empresarial                     | 154       | 15,0% |
| Julio Vera    | En defensa del contribuyente              | 782       | 76,6% |

### Partido de los Trabajadores
| Precandidato               | Sectores que impulsaron su precandidatura | Nro votos | %      |
| -------------------------- | ----------------------------------------- | --------- | ------ |
| Rafael Fernández Rodríguez | Lista 1917                                | 558       | 100,0% |

### Partido GAC Alternativa de Cambio
| Precandidato | Sectores que impulsaron su precandidatura | Nro votos | %      |
| ------------ | ----------------------------------------- | --------- | ------ |
| Armando Val  | Lista 1203                                | 293       | 100,0% |

### Partido Humanista
| Precandidato        | Sectores que impulsaron su precandidatura | Nro votos | %      |
| ------------------- | ----------------------------------------- | --------- | ------ |
| Walter Daniel Rocca | Lista 1969                                | 119       | 100,0% |

### Partidos no habilitados por la Corte Electoral
Los siguientes partidos políticos no fueron admitidos por la Corte Electoral debido a que no cumplieron con la totalidad de los requisitos que la misma plantea
- Partido con buena fe: La Corte Electoral realizó observaciones dado que no no comprendió en su estatutos la categoría de extranjeros residentes en Uruguay que tienen la calidad de ciudadanos, y se percibió cierta inconsistencia en la forma de elegir los titulares y suplentes del Comité Ejecutivo.[3]
- Partido Democracia Solidaria. La Corte encontró numerosos errores en sus estatutos por lo que no fueron admitidos formalmente.[3]
- Partido por la Producción y el Trabajo desistió de participar en las elecciones internas y realizó una alianza para votar bajo el lema EP-FA-NM[3]
- Partido Eto-Ecologista
- Partido de los Jubilados
- Partido de la buena voluntad

## Hojas de Votación
Totales del ODN:
- Montevideo (146 Listas)
- Interior del País con (786) Listas

Totales del ODD:
- Montevideo (258) y el
- Interior del País con (888) Listas

## Hojas de Votación en Todo Montevideo
- Partido Nacional (83 Hojas de Votación al Deliberativo Nacional y Departamental)
- Partido Colorado (250 Hojas de Votación al Deliberativo Nacional y Departamental)
- Partido Encuentro Progresista-Frente Amplio-Nueva Mayoría (40 Hojas de Votación al Deliberativo Nacional y Departamental)
- Unión Cívica (12 Hojas de Votación al Deliberativo Nacional y Departamental)
- Partido Liberal (6 Hojas de Votación al Deliberativo Nacional y Departamental)
- Otros Partidos (13 Hojas de Votación al Deliberativo Nacional y Departamental)

Total:408

## Hojas de Votación en el Interior del País
- Partido Nacional (541 Hojas de Votación al Deliberativo Nacional y Departamental)
- Partido Colorado (432 Hojas de Votación al Deliberativo Nacional y Departamental)
- Partido Encuentro Progresista-Frente Amplio-Nueva Mayoría (529 Hojas de Votación al Deliberativo Nacional y Departamental)
- Partido Independiente (41 Hojas de Votación al Deliberativo Nacional y Departamental)
- Partido Intransigente (32 Hojas de Votación al Deliberativo Nacional y Departamental)
- Unión Cívica (55 Hojas de Votación al Deliberativo Nacional y Departamental)
- Partido De los Trabajadores (15 Hojas de Votación al Deliberativo Nacional y Departamental)
- Partido Liberal (16 Hojas de Votación al Deliberativo Nacional y Departamental)
- Partido del GAC (12 Hojas de Votación al Deliberativo Nacional y Departamental)
- Con Buena fe (40 Hojas de Votación al Deliberativo Nacional y Departamental)

Total:1707 Papeletas

## Hojas de Votación de los Partidos en el Interior del País
Órgano Deliberativo Nacional:
- Partido Nacional (239 Papeletas)
- Partido Colorado (193 Papeletas)
- Partido Encuentro Progresista-Frente Amplio-Nueva Mayoría  (263 Papeletas)
- Partido Independiente (18 Papeletas)
- Partido Intransigente (16 Papeletas)
- Unión Cívica (29 Papeletas)
- Partido De los Trabajadores (11 Papeletas)
- Partido Liberal (8 Papeletas)
- Partido del GAC (6 Papeletas)
- Con Buena fe (10 Papeletas)

Órgano Deliberativo Departamental:
- Partido Nacional (300 Papeletas)
- Partido Colorado (240 Papeletas)
- Partido Encuentro Progresista-Frente Amplio-Nueva Mayoría  (266 Papeletas)
- Partido Independiente (23 Papeletas)
- Partido Intransigente (16 Papeletas)
- Unión Cívica (26 Papeletas)
- Partido De los Trabajadores (4 Papeletas)
- Partido Liberal (8 Papeletas)
- Partido del GAC (3 Papeletas)
- Con Buena fe (29 Papeletas)